# 黄丹丹
黄丹丹（1990年—2025年8月15日），中华人民共和国河南省人，原北京大学首钢医院肿瘤内科和安宁疗护中心医师、北京大学医学博士（主攻肿瘤学），因其抗癌经历获媒体广泛报道。

## 个人经历

### 早年
黄丹丹于1990年出生在中华人民共和国河南省的一个山村，靠著讀書学习考入南昌大学第一临床医学院。完成本科学历后被保送至北京大学医学部，并于北京大学医学部完成了硕士和博士学业（一说本科、硕士、博士连读），博士阶段师从主攻结直肠癌的顾晋教授。在北京大学就读期间与同为博士生的丈夫结婚，二人育有一子。

### 职业生涯
黄丹丹自北京大学毕业后，于2017年8月加入北京大学首钢医院，成为一名肿瘤内科医师。并于2019年参与院方召开的科研奖励大会，2020年1月18日又参与北京大学首钢医院结直肠肿瘤学术论坛。同年11月，黄丹丹参加由北京医师协会主办的结直肠肿瘤论坛并做了报告，12月和2022年8月又作为团队成员参与消化道肿瘤MDT总决赛并夺得冠军。2023年又于mCRC精准治疗病例大赛夺冠，并于同年作为第一作者参与《Development and validation of postoperative circulating tumor DNA combined with clinicopathological risk factors for recurrence prediction in patients with stage I-III colorectal cancer》的写作，该文发表在《Journal of Translational Medicine》上。2024年5月，以第一作者的身份参与《A comprehensive benchmarking with interpretation and operational guidance for the hierarchy of topologically associating domains》的写作，该文发表在《自然-通讯》上，同年6月其又参与北京市消化道肿瘤多学科治疗学术论坛。在北京大学首钢医院时曾治疗超过2500名惡性腫瘤患者。

### 逝世
2023年12月（一说2025年1月），黄丹丹在一次医院例行体检中查出弥漫性大B细胞淋巴瘤晚期，并伴随伴隨腦轉移、骨髓轉移现象。并于同月转入北京大学人民医院治疗。2025年2月其以“正能量火箭丹”的账号名在微信公众号和抖音上更新抗癌日常并科普抗癌方法，1月至7月间黄丹丹经历了6輪高強度化療和一次自體移植，還尝试了CAR-T，7月10日，黄丹丹发布了最后一条视频，内容只有寥寥数字“大家……記得體檢……別等……像我這樣……”。8月15日，黄丹丹逝世，享年35岁。遗体告别仪式于8月17日上午11时在八宝山殡仪馆菊厅举行。

## 著作
- Dandan Huang; Jingxuan Xu; Xiang Xu;  et al. . Nature Communications. 2024, (15). doi:10.1038/s41467-024-48593-7.
- Dandan Huang; Zhaoya Gao; Hui Chen;  et al. . Journal of Translational Medicine. 2023, (21). doi:10.1186/s12967-023-03884-3.